# UCI Asia Tour 2022
UCI Asia Tour 2022 – 18. edycja cyklu wyścigów kolarskich UCI Asia Tour.
W kalendarzu 18. edycji cyklu Asia Tour znalazło się 8 wyścigów rozgrywanych między 1 grudnia 2021 a 8 października 2022.

## Kalendarz
Opracowano na podstawie:
| UCI Asia Tour 2022                | UCI Asia Tour 2022           | UCI Asia Tour 2022        | UCI Asia Tour 2022 | UCI Asia Tour 2022                                              | UCI Asia Tour 2022                           | UCI Asia Tour 2022                                        | UCI Asia Tour 2022 |
| Data                              | Państwo                      | Wyścig                    | Kat.               | Zwycięzca                                                       | Drugie miejsce                               | Trzecie miejsce                                           |                    |
| --------------------------------- | ---------------------------- | ------------------------- | ------------------ | --------------------------------------------------------------- | -------------------------------------------- | --------------------------------------------------------- | ------------------ |
| 1 – 6 grudnia 2021                | Tajlandia                    | Tour of Thailand          | 2.1                | Jambaljamts Sainbayar (Terengganu Cycling Team)                 | Adne van Engelen (Bike Aid)                  | Sarawut Sirironnachai (Thailand Continental Cycling Team) |                    |
| 28 stycznia – 1 lutego 2022       | Zjednoczone Emiraty Arabskie | Tour of Sharjah           | 2.1                | Grega Bole (Shabab Al Ahli Cycling Team)                        | Eusebio Pascual (Bahrain Cycling Academy)    | Cyrus Monk (Meiyo CCN Pro Cycling)                        |                    |
| 1 – 5 lutego 2022                 | Arabia Saudyjska             | AlUla Tour                | 2.1                | Maxim Van Gils (Lotto-Soudal)                                   | Santiago Buitrago (Bahrain Victorious)       | Rui Costa (UAE Team Emirates)                             |                    |
| 1 – 6 kwietnia 2022               | Tajlandia                    | Tour of Thailand          | 2.1                | Alan Banaszek (HRE Mazowsze Serce Polski)                       | Yūma Koishi (Team Ukyo)                      | Raymond Kreder (Team Ukyo)                                |                    |
| 10 – 17 lipca 2022                | Chiny                        | Tour of Qinghai Lake      | 2.2                | Liu Jiankun (Pingtan International Tourism Island Cycling Team) | Zhang Zhishan (Tianyoude Hotel Cycling Team) | Yu Tao Shen (Li Ning Star)                                |                    |
| 20 września – 3 października 2022 | Iran                         | Tour of Iran              | 2.1                | Gianni Marchand (Tarteletto-Isorex)                             | Saeid Safarzadeh (Arvich Shargh Omidnia)     | Dawit Yemane (Bike Aid)                                   |                    |
| 2 – 6 października 2022           | Republika Chińska            | Tour de Taiwan            | 2.1                | Benjamin Dyball (Team Ukyo)                                     | Sam Culverwell (Trinity Racing)              | Marcos García (Kinan Racing Team)                         |                    |
| 4 – 8 października 2022           | Syria                        | International Syrian Tour | 2.2                | Hamza Amari (Mouloudia Club of Algiers)                         | Yousef Srouji                                | Mohamed Amine Nehari                                      |                    |